# 西蒙·艾斯休

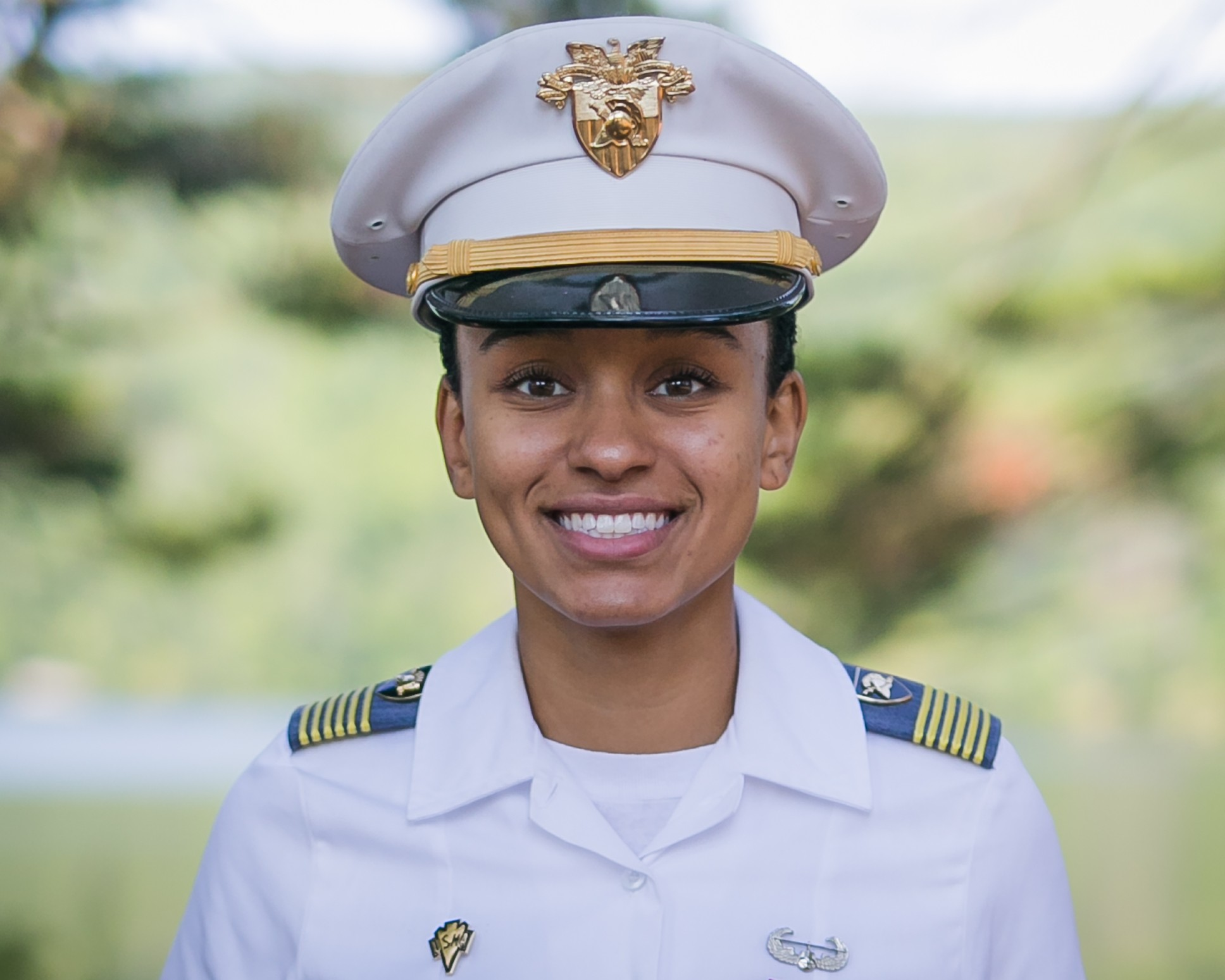
西蒙·艾斯休

西蒙·艾斯休，美国陆军少尉 。於2018年畢業自西點軍校，並獲選為罗德学者。在2017年，她成為首位獲得西點軍校學生兵團長的非裔美国女性。
西蒙已獲得羅德獎學金，並計畫進入牛津大學就讀。畢業後，他預定從事軍事情報活動。